# MSV 19 Rüdersdorf
Der Märkische SV 19 Rüdersdorf ist ein deutscher Fußballverein aus Rüdersdorf bei Berlin im Landkreis Märkisch-Oderland. Heimstätte ist das Stadion Glückauf, welches 1000 Zuschauern Platz bietet. Der Club steht in der Tradition der BSG Chemie Rüdersdorf.

## Verein

Historisches Logo von Aufbau Rüdersdorf

Der MSV Rüdersdorf entstand im Jahr 1919 unter der Bezeichnung SC Kalkberge Rüdersdorf.

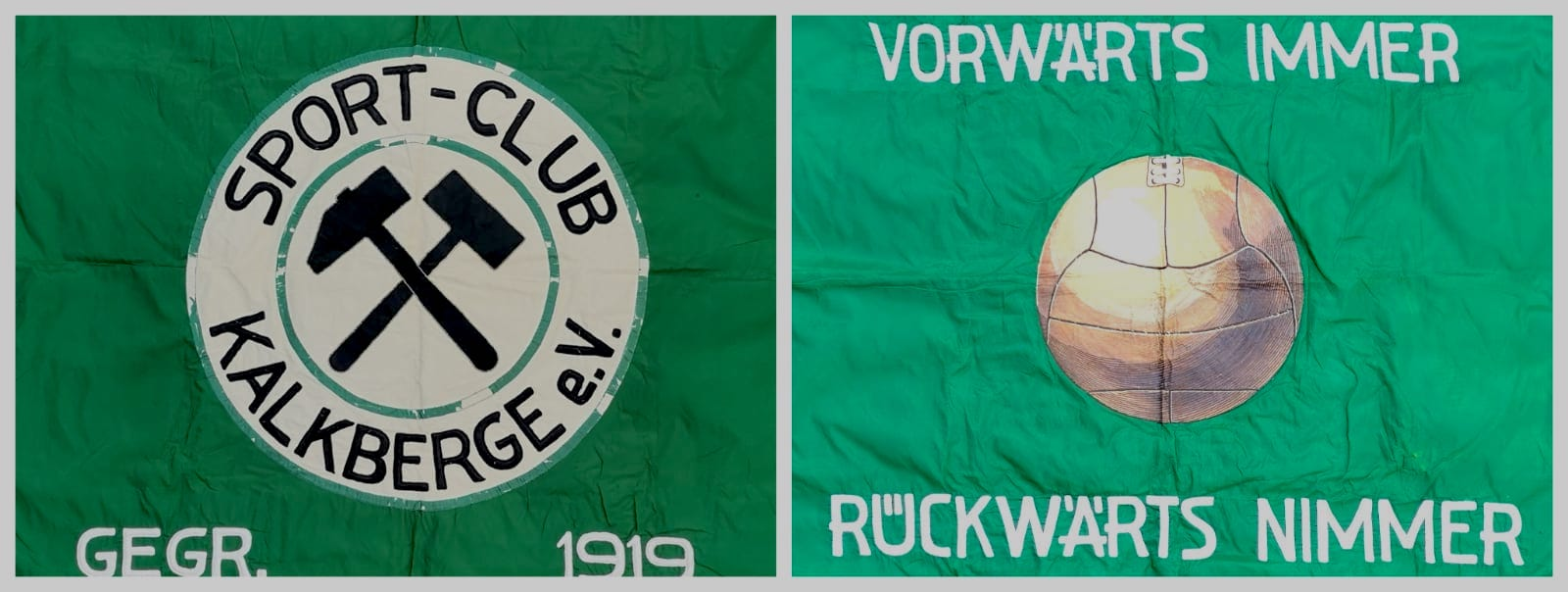
Gründungsfahne

Der Club spielte im brandenburgischen Fußball bis 1945 keine Rolle, etwaige höherklassige Teilnahmen im Verband Brandenburgischer Ballspielvereine bzw. der Gauliga Berlin-Brandenburg fanden nicht statt.
1945 wurde der Club aufgelöst und als SG Rüdersdorf neu gegründet. Die lose Sportgruppe qualifizierte sich in der Saison 1946/47 für die Endrunde zur brandenburgischen Meisterschaft, unterlag im Viertelfinale der SG Luckenwalde-Süd mit 2:10. Mit dem Einsteigen der Sportvereinigung Chemie sowie des ortsansässigen Zementwerkes als Trägerbetrieb vollzog die SG im Anschluss Umbenennungen in Chemie Rüdersdorf (1952), später dann in Aufbau Rüdersdorf (1954).
Auf sportlicher Ebene gehörte Chemie Rüdersdorf im Jahr 1952 zu den Gründungsmitgliedern der drittklassigen Bezirksliga Berlin, in welcher bereits in der Auftaktsaison die erste Ostberliner Meisterschaft gewonnen wurde. In der anschließenden Aufstiegsrunde der DDR-Liga 1952/53 scheiterten die Randberliner an Fortschritt Hartha und Dynamo Eisleben. Ab 1954 spielte Aufbau Rüdersdorf dann in der Bezirksliga Frankfurt, die bis 1960 vorerst gehalten wurde. Beste Platzierung war die 1955 hinter Motor Eberswalde erreichte Vizemeisterschaft, in der Rüdersdorf mit Dynamo Frankfurt nur knapp am möglichen Aufstieg zur drittklassigen II. DDR-Liga scheiterte. Im FDGB-Pokal scheiterte die BSG im Jahr 1956, nach Qualifikationssiegen über Motor Friedrichshagen und Lichtenberg 47, in der ersten Hauptrunde gegen den SC Aktivist Brieske-Senftenberg (1:10).
In der Folgezeit agierten die Brandenburger in der höchsten Frankfurter Spielklasse noch einmal in den Spielzeiten 1977/78 bis 1982/83, waren im Anschluss aber fast ausschließlich im Bezirksklassenbereich aktiv.
Nach der Wende vollzog der Verein eine Umbenennung in Märkischer SV 19 Rüdersdorf. Seit dem Aufstieg des Vereins in die Landesliga 2002 stand die Männermannschaft bis auf eine Ausnahme immer weit vorn mit an der Tabellenspitze, oft blieben nur undankbare zweite und dritte Plätze und verhinderten den Aufstieg in die Verbandsliga. Im Jahr 2003 kam es vor einem Punktspiel zu einem Traditionstreffen einer Berliner Seniorenvertretung und der alten DDR-Nationalmannschaft von 1963, unter anderem mit Eberhard Vogel, Peter Ducke und Georg Buschner.
2009 wurde der Hartplatz zu einem zweiten Rasenplatz umfunktioniert, ein Jahr später ein Kunstrasen-Minifeld aus Landes- und Gemeindegeldern errichtet.
Im Sommer 2012 wurden die Bauarbeiten für ein neues Funktionsgebäude abgeschlossen.
Nach dem Abstiegen 2016 und 2017 verabschiedete man sich aus dem Landesbereich und startete 2017/18 ganz unten in der Kreisklasse. 2018/19 gelang der Aufstieg in die Kreisliga Mitte des FK Ostbrandenburgs.

## Statistik
- Teilnahme Meisterschaft Brandenburg (SBZ) (VF): 1946/47
- Teilnahme Bezirksliga Berlin/Frankfurt: 1952/53 bis 1960, 1977/78 bis 1982/83
- Teilnahme FDGB-Pokal: 1956 (1. HR)

### Überblick über die Saisonverläufe seit 2010
- 2009/10 – 3. Platz LL Nord – 51 Punkte – 52:31 Tore
- 2010/11 – 3. Platz LL Süd – 59 Punkte – 67:33 Tore
- 2011/12 – 4. Platz LL Süd – 55 Punkte – 60:55 Tore
- 2012/13 – 2. Platz LL Nord – 64 Punkte – 57:20 Tore
- 2013/14 – 5. Platz LL Süd – 47 Punkte – 60:48 Tore
- 2014/15 – 15. Platz LL Süd – 21 Punkte – 22:73 Tore
- 2015/16 – 16. Platz LL Süd – 18 Punkte – 29:81 Tore (Absteiger)
- 2016/17 – 15. Platz LK Ost – 6 Punkte – 26:172 Tore (Absteiger)
- 2017/18 – 3. Platz KK Mitte – 42 Punkte – 44:22 Tore
- 2018/19 – 1. Platz KK Mitte – 49 Punkte – 80:11 Tore (Aufsteiger)
- 2019/20 – 9. Platz KL Mitte – 15 Punkte – 29:39 Tore (Abbruch kurz nach Rückrundenstart wegen Corona)
- 2020/21 – 1. Platz KL Mitte – 20 Punkte – 26:12 Tore(Abbruch  wegen Corona)
- 2021/22 – 13. Platz KL Mitte – 17 Punkte – 33:79 Tore
- 2022/23 – 5. Platz KL Nord – 43 Punkte – 63:50 Tore
- 2023/24 – 3. Platz KL Nord – 52 Punkte – 71:46 Tore

## Personen
- Werner Heine
- Günter Hoge
- Heinz Kaulmann
- Ronny Nikol
- Frank Terletzki
- Jens-Uwe Zöphel